# Гусейнов, Али Наги Мамедгасан оглы
Али Наги Мамедгасан оглу Гусейнов (азерб. Əli Nağı Məmmədhəsən oğlu Hüseynov; 5 мая 1900 — 27 января 1957) — полковник РККА (1942), командир 402-й Азербайджанской стрелковой дивизии.

## Биография
Родился 5 мая 1900 года в Сальянах. С декабря 1918 года до конца 1919 года — рядовой 4-го Кубинского полка вооруженных сил Азербайджанской Демократической Республики. С декабря 1919 года по апрель 1920 года прошел обучение в юнкерской школе в Гяндже, а затем до сентября 1920 года в Бакинской объединенной школе. Назначен на должность командира эскадрона во 2-й пограничной бригаде. С 1920 года продолжил службу в РККА.
В период Зимней войны Али Наги Гусейнов в звании капитана командовал стрелковым полком. За умелое руководство полком и личное мужество был награждён орденом Красного Знамени, а также получил из рук Тимошенко личное наградное оружие — шашку. В 1941 году — майор, командовал полком в 151-й стрелковой дивизии на Западном и Центральном фронтах. Был ранен, выходил из окружения, награждён вторым орденом Красного Знамени. 
Был ранен, после излечения в госпитале в феврале 1942 года был назначен командиром 402-й Азербайджанской стрелковой дивизии. 4 октября 1942 года 402-я стрелковая дивизия была переброшена в Гудермес, где вошла в состав 9-го стрелкового корпуса 44-й армии Северной группы войск Закавказского фронта. С 3 октября по 27 ноября 1942 года дивизия занимала оборону на подступах к Грозному на правом берегу Терека. По приказу командующего 44-й армией генерал-майора Василия Хоменко 30 ноября 1942 года 402-я дивизия во взаимодействии с 114-й и 416-й стрелковыми дивизиями и 5-м гвардейским Донским казачьим кавалерийским корпусом перешла в наступление в направлении Шефтово-Моздок с целью разгромить Моздокскую группировку врага и к 12 декабря освободить Моздок.
За период с 30 ноября по 11 декабря 1942 года части 402-й стрелковой дивизии в упорных и ожесточенных боях освободили населенные пункты Отрашниково, Старо-Бухирово, Ширкутовское, Хохлацкий, Смирновка, Поти-Онин, Сборный, Найденовский. Боевые действия велись без поддержки танков и при слабой артиллерийской поддержке. В декабре 1942 года отстранён от должности. До конца войны служил в тыловых и резервных частях, в том числе в составе 1-го Белорусского фронта. 
По окончании войны — военный комендант Шарлоттенбурга, ответственный за восстановление города, а именно подачи воды, света, обеспечения продуктами населения, открытие магазинов. После установления порядка и окончания активной фазы послевоенного разбирательства и определения новых задач, налаживания контактов гражданским населением и новыми властями Германии полковник Гусейнов получил приглашение вернуться в Азербайджан. В Министерстве образования республики он стал заместителем министра по военной подготовке. С декабря 1945 года в запасе.  
Награждён орденом Ленина, двумя орденами Красного Знамени, орденом Красной Звезды, медалью «За оборону Кавказа», другими медалями, именным оружием.